# Ljupina
Ljupina är en ort i Kroatien.   Den ligger i länet Brod-Posavina, i den östra delen av landet, 130 km sydost om huvudstaden Zagreb. Ljupina ligger 100 meter över havet och antalet invånare är 1 081.
Terrängen runt Ljupina är huvudsakligen platt, men åt nordost är den kuperad. Terrängen runt Ljupina sluttar söderut. Runt Ljupina är det ganska tätbefolkat, med 155 invånare per kvadratkilometer. Närmaste större samhälle är Nova Gradiška, 4,2 km norr om Ljupina. Trakten runt Ljupina består till största delen av jordbruksmark.